# Théâtre 145
 (juillet 2025).
Si vous disposez d'ouvrages ou d'articles de référence ou si vous connaissez des sites web de qualité traitant du thème abordé ici, merci de compléter l'article en donnant les références utiles à sa vérifiabilité et en les liant à la section « Notes et références ».
Le Théâtre 145 est une salle municipale de spectacles, située 145 cours Berriat à Grenoble, en France. 
Ce théâtre ainsi que le Théâtre de poche, salle voisine au 182 cours Berriat et le Grand Théâtre - 4 rue Hector Berlioz, font partie du TMG, le Théâtre municipal de Grenoble. 

## Historique
Le bâtiment est ancien, des photos attestent de sa présence au début du XXe siècle siècle comme lieu de dépôt / grossiste de tissus. Il devient une salle de théâtre en 1983, année au cours de laquelle la ville confie sa programmation et sa direction à Serge Papagalli, acteur, auteur, humoriste originaire du Dauphiné, très remarqué pour son rôle du paysan Guethenoc dans la série télévisée Kaamelott (chaîne M6). De 1983 à 1999, des spectacles à dominante humoristique font la réputation du Théâtre 145.  
En janvier 1999, la Ville fait le choix de confier le lieu à un collectif de musiciens, Les Barbarins Fourchus, qui trouve dans ce lieu culturel la possibilité d'associer les habitants du quartier aux processus de création. Les Barbarins gèrent pendant 12 saisons une programmation à dominante musicale.
En 2010 /2011, le théâtre 145 et le théâtre de création - aujourd’hui Théâtre de Poche - sont confiés au collectif d’artistes Tricycle, en majorité issus du théâtre, présidé par Serge Papagalli. Les Barbarins Fourchus prennent la direction de la Salle noire, l’ancienne chocolaterie Cémoi au 17 rue des Arts et Métiers. 
En septembre 2016, la Ville reprend en régie directe le Théâtre 145 et l’intègre avec le Théâtre de Poche au Théâtre Municipal de Grenoble pour développer un projet de soutien à la création pour des compagnies locales (accueils en résidence, coproduction…) et de diffusion de spectacles pluridisciplinaires pour tous les publics, accompagné d’une ambitieuse politique d’action culturelle et d’un travail de partenariat avec les autres équipements culturels municipaux.

## Accès
Le théâtre 145 est desservi par la ligne A du tramway de Grenoble et par la ligne d'autobus C5.